# Luna (mytologi)
 For alternative betydninger, se Luna. (Se også artikler, som begynder med Luna)
Luna var i romersk mytologi månegudinden modsvarende, men ikke beslægtet med, grækernes Selene.
Juno og Diana var oprindeligt månedgudinder i den romerske mytologi og Luna blev formentligt skabt som personificeringen af Månen i det 3. århundrede før vor tidsregning. Først under kejsertiden opstod de mytologiske forestilligner om Luna som en gudinde.